# Филип фон Пфалц (Фрайзинг)
Филип фон Пфалц (на немски: Philipp von der Pfalz; * 5 юли 1480, Хайделберг; † 5 януари 1541, Фрайзинг) от династията Вителсбахи, е княжески епископ на Фрайзинг (1498 – 1541) и на Наумбург (1517 – 1541).
Той е вторият син на курфюрст Филип фон Пфалц (1448 – 1508) и Маргарета Баварска (1456–1501). Като епископ той строи много. Погребан е в катедралата на Фрайзинг.
- Князепископ Филип фон Пфалц (портрет от ок. 1525/27)
- Гербове на Филип фон Пфалц във Фрайзинг